# NGC 7270
NGC 7270 is een spiraalvormig sterrenstelsel in het sterrenbeeld Pegasus. Het hemelobject werd op 9 september 1863 ontdekt door de Duitse astronoom Albert Marth.

## Synoniemen
- UGC 12019
- MCG 5-52-15
- ZWG 494.21
- IRAS 22215+3209
- PGC 68748